# 회전 (벡터)
수학에서 회전(回轉, 영어: curl 컬[*])은 3차원 벡터장을 다른 3차원 벡터장으로 대응시키는 1차 미분 연산자의 하나이다. 수식에서 기호는 "{\displaystyle \nabla \times }" 또는 "{\displaystyle \operatorname {curl} ()}"이다.

## 정의

### 직교 좌표계에서의 정의
어떤 벡터장 F=F1i+F2j+F3k의 회전은
다음과 같이 표현되는 기호 행렬식이다.
{\displaystyle \nabla \times \mathbf {F} =\det {\begin{pmatrix}\mathbf {i} &\mathbf {j} &\mathbf {k} \\\partial /\partial x&\partial /\partial y&\partial /\partial z\\F_{1}&F_{2}&F_{3}\\\end{pmatrix}}=\left({\frac {\partial F_{3}}{\partial y}}-{\frac {\partial F_{2}}{\partial z}}\right)\mathbf {i} +\left({\frac {\partial F_{1}}{\partial z}}-{\frac {\partial F_{3}}{\partial x}}\right)\mathbf {j} +\left({\frac {\partial F_{2}}{\partial x}}-{\frac {\partial F_{1}}{\partial y}}\right)\mathbf {k} }
만일 왼손좌표계의 경우에는 위의 행렬식에 음의 부호를 취한다.

### 좌표계 독립적인 정의
위의 정의는 직교 좌표계를 사용하여 정의를 하였다. 그러나 어떠한 좌표계에서든지 성립하는 회전의 정의도 존재하며 많은 물리책들은 위의 정의 대신 다음 정의를 사용한다. 그 정의는 다음과 같다.
어떤 점에서의 벡터장의 회전은 그 점을 포함하는 임의의 닫힌 곡면 S에서 바깥방향 법선벡터와 그 벡터장의 벡터곱의 면적분과 그 곡면으로 둘러싸인 부피(V)의 비를 부피를 0으로 보낼 때의 극한이다. 수식으로 표현하면 다음과 같다.
{\displaystyle \nabla \times \mathbf {F} =\lim _{V\to 0}{\frac {1}{V}}\oint _{S}\mathbf {n} \times \mathbf {F} \,da}
계산의 편리성과 물리적 의미의 이해를 돕기 위하여 여러 가지 연산을 통해 적분속에 있는 벡터곱을 없애줄 수 있으며, 그 결과는 다음과 같다.
어떤 점에서 {\displaystyle \nabla \times \mathbf {F} }의 단위벡터 a방향 성분은 그 점을 포함하는 a에 수직한 평면 S'에서 그 둘레 C를 따라 F를 선적분한 값과 S'의 넓이의 비를 넓이를 0으로 보낼 때의 극한이다. 수식으로 표현하면 다음과 같다.
{\displaystyle {\hat {\mathbf {a} }}\cdot \nabla \times \mathbf {F} =\lim _{S'\to 0}{\frac {1}{S'}}\oint _{C}\mathbf {F} \cdot d\mathbf {l} }

### 회전 성분에 관한 정리의 증명
벡터곱을 이용한 정의로부터 이 성질을 유도해보자. 일단 단위벡터 a는 상수이므로,
{\displaystyle {\hat {\mathbf {a} }}\cdot \nabla \times \mathbf {F} =\lim _{V\to 0}{\frac {1}{V}}{\hat {\mathbf {a} }}\cdot \oint _{S}\mathbf {n} \times \mathbf {F} \,da=\lim _{V\to 0}{\frac {1}{V}}\oint _{S}{\hat {\mathbf {a} }}\cdot \left(\mathbf {n} \times \mathbf {F} \right)da=\lim _{V\to 0}{\frac {1}{V}}\oint _{S}\mathbf {F} \cdot \left({\hat {\mathbf {a} }}\times \mathbf {n} \right)da}
(스칼라 삼중곱의 성질에 의하여 순서를 바꾸어 줄 수 있다.)
여기서 적분할 부피를 잘 잡아주면 식을 간단히 정리할 수 있다. 아래 정의에서 적분에 사용한 평면 S'을 단위벡터 a를 따라 ξ/2만큼, -a를 따라 ξ/2만큼 평행이동할 때 면이 쓸고 지나가는 공간에 대하여 생각해보자. 이 공간은 부피가 S'ξ인 일종의 기둥이 된다. 기둥의 밑면에서의 a×n은 n과 a가 평행하므로 0이된다. 즉, 기둥의 밑면에 대한 면적분은 0이되고, 옆면 Sside에 대해서만 면적분을 해주면 된다. 이 면적분은 다르게 말하면 밑면에 평행하게 무한히 많은 층으로 잘라서(dh), 각 층에서 둘레를 따라(dl) 선적분 한것들의 총합이 될 것이다. 수식으로 나타내면 다음과 같다.
{\displaystyle {\hat {\mathbf {a} }}\cdot \nabla \times \mathbf {F} =\lim _{V\to 0}{\frac {1}{V}}\iint _{S_{side}}\mathbf {F} \cdot \left({\hat {\mathbf {a} }}\times \mathbf {n} \right)da=\lim _{V\to 0}{\frac {1}{V}}\oint _{C}\int _{-{\frac {\xi }{2}}}^{\xi  \over 2}\mathbf {F} \cdot \left({\hat {\mathbf {a} }}\times \mathbf {n} \right)dhdl}

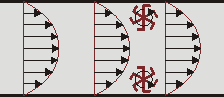

F는 연속이므로 안에 있는 적분에 평균값 정리를 사용해준다면 특정한 F*에 대하여 다음과 같이 나타낼 수 있다.
{\displaystyle {\hat {\mathbf {a} }}\cdot \nabla \times \mathbf {F} =\lim _{V\to 0}{\frac {1}{V}}\oint _{C}\xi \mathbf {F} ^{*}\cdot \left({\hat {\mathbf {a} }}\times \mathbf {n} \right)dl}
옆면에서 a×n을 생각해보면 둘레에 평행한 단위벡터이다. 따라서 (a×n)dl을 dl로 바꾸어줄 수 있다. 부피 V는 기둥의 부피 공식에 의하여 밑면의 넓에 S'에 높이 ξ를 곱한 것이 되므로 적분 속에 있는 ξ와 약분이 된다. 또한 V가 0으로 가면 S'도 0으로 갈 것이고, ξ도 0으로 가므로, F*도 F로 갈 것이다. 정리하면 다음과 같다.
{\displaystyle {\hat {\mathbf {a} }}\cdot \nabla \times \mathbf {F} =\lim _{V\to 0}{\frac {\xi }{S'\xi }}\oint _{C}\mathbf {F} ^{*}\cdot d\mathbf {l} =\lim _{S'\to 0}{\frac {1}{S'}}\oint _{C}\mathbf {F} \cdot d\mathbf {l} }

### 직교 좌표계 정의의 유도
위의 정리를 사용하여 회전의 x방향 성분을 생각해보자. 미소 ε에 대하여 (x, y, z), (x, y+ε, z), (x, y+ε, z+ε), (x, y, z+ε)을 꼭짓점으로 갖는 정사각형을 생각해 보자. 그 정사각형에서 위의 정리를 사용하면 다음과 같다.
{\displaystyle {\begin{aligned}{\hat {\mathbf {i} }}\cdot \nabla \times \mathbf {F} &=\lim _{S\to 0}{\frac {1}{S}}\oint _{C}\mathbf {F} \cdot d\mathbf {l} \\&=\lim _{\epsilon \to 0}{\frac {1}{\epsilon ^{2}}}\left(\int _{y}^{y+\epsilon }F_{2}\left(x,y',z\right)dy'+\int _{z}^{z+\epsilon }F_{3}\left(x,y+\epsilon ,z'\right)dz'+\int _{y+\epsilon }^{y}F_{2}\left(x,y',z+\epsilon \right)dy'+\int _{z+\epsilon }^{z}F_{3}\left(x,y,z'\right)dz'\right)\\&=\lim _{\epsilon \to 0}{\frac {1}{\epsilon ^{2}}}\left(\int _{z}^{z+\epsilon }F_{3}\left(x,y+\epsilon ,z'\right)-F_{3}\left(x,y,z'\right)dz'-\int _{y}^{y+\epsilon }F_{2}\left(x,y',z+\epsilon \right)-F_{2}\left(x,y',z\right)dy'\right)\end{aligned}}}
첫번째 적분과 두번째 적분에 평균값 정리의 미분 형태를 사용해주면 다음과 같다.
{\displaystyle {\begin{aligned}{\hat {\mathbf {i} }}\cdot \nabla \times \mathbf {F} &=\lim _{\epsilon \to 0}{\frac {1}{\epsilon ^{2}}}\left(\int _{z}^{z+\epsilon }\epsilon {\frac {\partial F_{3}}{\partial y}}\left(x,{\bar {y}},z'\right)dz'-\int _{y}^{y+\epsilon }\epsilon {\frac {\partial F_{2}}{\partial z}}\left(x,y',{\bar {z}}\right)dy'\right),{\bar {y}}\in \left(y,y+\epsilon \right),{\bar {z}}\in \left(z,z+\epsilon \right)\\&=\lim _{\epsilon \to 0}{\frac {1}{\epsilon }}\left(\int _{z}^{z+\epsilon }{\frac {\partial F_{3}}{\partial y}}\left(x,{\bar {y}},z'\right)dz'-\int _{y}^{y+\epsilon }{\partial F_{2} \over \partial z}\left(x,y',{\bar {z}}\right)dy'\right)\end{aligned}}}
이제 첫번째와 두번째 적분에 평균값 정리의 적분 형태를 사용해주면 다음과 같다.
{\displaystyle {\begin{aligned}{\hat {\mathbf {i} }}\cdot \nabla \times \mathbf {F} &=\lim _{\epsilon \to 0}{\frac {1}{\epsilon }}\left(\epsilon {\partial F_{3} \over \partial y}\left(x,{\bar {y}},{\tilde {z}}\right)-\epsilon {\partial F_{2} \over \partial z}\left(x,{\tilde {y}},{\bar {z}}\right)\right),{\tilde {y}}\in \left(y,y+\epsilon \right),{\tilde {z}}\in \left(z,z+\epsilon \right)\\&=\lim _{\epsilon \to 0}\left({\partial F_{3} \over \partial y}\left(x,{\bar {y}},{\tilde {z}}\right)-{\partial F_{2} \over \partial z}\left(x,{\tilde {y}},{\bar {z}}\right)\right)\end{aligned}}}
ε이 0으로 가면, 샌드위치 정리에 의하여 {\displaystyle {\bar {y}}\to y,{\bar {z}}\to z,{\tilde {y}}\to y,{\tilde {z}}\to z}이다. 결과적으로 정리하면 다음과 같다.
{\displaystyle {\hat {\mathbf {i} }}\cdot \nabla \times \mathbf {F} ={\partial F_{3} \over \partial y}-{\partial F_{2} \over \partial z}}
y방향, z방향 성분들도 위와 같은 과정을 걸치면 다음을 얻을 수 있다.
{\displaystyle {\hat {\mathbf {j} }}\cdot \nabla \times \mathbf {F} ={\partial F_{1} \over \partial z}-{\partial F_{3} \over \partial x}}
{\displaystyle {\hat {\mathbf {k} }}\cdot \nabla \times \mathbf {F} ={\partial F_{2} \over \partial x}-{\partial F_{1} \over \partial y}}
이는 위에서 소개된 직교 좌표계에서의 회전의 정의와 같다.

## 물리적 의미
어떤 강체가 축을 중심으로 각속도 ω로 회전하고 있다. 그리고 이 강체 각 부분의 속도의 벡터장을 V라고하자. z축을 축으로 잡는다면 각속도
{\displaystyle {\boldsymbol {\omega }}=\omega \mathbf {k} }이고 {\displaystyle \mathbf {V} \left(x,y,z\right)={\boldsymbol {\omega }}\times \mathbf {r} =\omega \mathbf {k} \times (x\mathbf {i} +y\mathbf {j} )=\omega x\mathbf {j} -\omega y\mathbf {i} }
이다. V의 회전을 계산해본다면
{\displaystyle \nabla \times \mathbf {V} =\det {\begin{pmatrix}\mathbf {i} &\mathbf {j} &\mathbf {k} \\{\frac {\partial }{\partial x}}&{\frac {\partial }{\partial y}}&{\frac {\partial }{\partial z}}\\-\omega y&\omega x&0\end{pmatrix}}=2\omega \mathbf {k} =2{\boldsymbol {\omega }}}
즉 각속도와 연관이 있다. 따라서 {\displaystyle \nabla \times \mathbf {V} =\mathbf {0} }이라면 그 강체는 회전하고 있지 않다는 것을 의미한다.
그렇다면 이제 유체를 생각해보자. 유체의 한 지점에서 회전은 그 지점에 놓인 강체의 각속도의 2배이다. 만약 그 지점의 회전이 0이라면 그 지점에 소용돌이가 존재하지 않는다. 예를 들어 목욕탕 배수구를 열었을 때 나타나는 물의 운동의 경우 배수구가 있는 정중앙을 제외한 나머지 부분에서 회전이 0이다. 즉, 물은 배수구를 중심으로 원운동을 하고 있지만 각각의 점에서 소용돌이가 일어나고 있지 않고 전체적으로 배수구를 휘감아 빠져나간다. 그러므로 만약 나뭇잎을 띄우면 나뭇잎은 흔들리지 않고 배수구 주위를 원운동하다가 배수구 근처에 다다랐을 때 회전을 시작할 것이다.

## 같이 보기
- 헬름홀츠 정리
- 소용돌이도

## 참고 문헌
- Marsden, Jerrold E.; Anthony J. Tromba (2003). 《Vector Calculus》 5판. W. H. Freeman and Company. ISBN 0-7167-4992-0.
- Reitz, John R.; Frederick Milford, Robert W. Christy (2009). 《Foundations of Electromagnetic Theory》 4판. Pearson Education Korea. ISBN 89-450-0112-3.